# 進化論 (SOPHIAのアルバム)
『進化論』（しんかろん）は、日本のロックバンド・SOPHIAの7枚目のアルバム（フルアルバムでは4枚目）。2001年3月7日に トイズファクトリーから発売された。

## 概要
前作『マテリアル』より1年11か月ぶりのリリースとなった。シングル『OAR』『ミサイル』『walk』『進化論 〜GOOD MORNING! -HELLO! 21st-CENTURY〜』を収録。
9曲目の「鈴蘭」はドラムの赤松芳朋の唯一の作曲作品である。
初回生産分は3Dジャケット仕様、先行シングル『進化論 〜GOOD MORNING!-HELLO! 21st-CENTURY〜』との連動応募はがき封入。

## 収録曲
（全作詞：松岡充、編曲：SOPHIA）
1. CROSS THE DESERT [5:05]
作曲：黒柳能生
2. ミサイル [3:48]
作曲：松岡充
3. 銃弾 [4:37]
作曲：豊田和貴
4. SUNNY DAY [3:50]
作曲：豊田和貴
5. 赤い青春と虫けら [4:08]
作曲：都啓一
6. 誓いの種 [4:11]
作曲：松岡充
7. OAR [4:15]
作曲：豊田和貴
8. DIVE SURFER [3:30]
作曲：松岡充
9. 鈴蘭 [5:03]
作曲：赤松芳朋
10. -WOOZ!- [4:29]
作曲：都啓一
11. happy end [4:18]
作曲：豊田和貴
12. walk [7:06]
作曲：都啓一
13. 進化論 〜GOOD MORNING! -HELLO! 21st-CENTURY〜 [4:47]
作曲：松岡充
表記はされていないがアルバムバージョンである。